# Obrež (okręg sremski)
Obrež (cyr. Обреж) – wieś w Serbii, w Wojwodinie, w okręgu sremskim, w gminie Pećinci. W 2011 roku liczyła 1308 mieszkańców.